# Stadtverwaltung München
Die Stadtverwaltung München ist die kommunale Selbstverwaltung der bayerischen Landeshauptstadt. Sie ist eine Körperschaft des öffentlichen Rechts. Die Stadtverwaltung hat ihren Hauptsitz im Neuen Rathaus am Marienplatz 8 im Stadtbezirk Altstadt-Lehel.
München bildet die größte Stadtverwaltung in Deutschland (in Berlin und Hamburg als Stadtstaaten sind staatliche und gemeindliche Tätigkeit nicht getrennt). Im Jahr 2024 zählte sie 44.868 Beschäftigte. Für das Haushaltsjahr 2025 hat die Landeshauptstadt München Einnahmen in Höhe von rund 9,6 Millionen Euro veranschlagt.

## Hoheitszeichen
Als Hoheitszeichen führt die Landeshauptstadt München die nachfolgend aufgeführten Symbole:

Großes Wappen (nur für repräsentative Anlässe)
Kleines Wappen (grundsätzliche Verwendung)
Hissflagge
Hissflagge mit Rauten
Bannerflagge
Dienstsiegel
Dienstsiegel für Kraftfahrzeug-Zulassungsplakette
Logo

## Haushalt
| Haushaltsjahr | — Ergebnishaushalt — | — Ergebnishaushalt — | — Ergebnishaushalt — | — Finanzhaushalt — | — Finanzhaushalt — | — Finanzhaushalt — |
| Haushaltsjahr | Einnahmen            | Ausgaben             | Saldo                | Einnahmen          | Ausgaben           | Saldo              |
| ------------- | -------------------- | -------------------- | -------------------- | ------------------ | ------------------ | ------------------ |
| 2022          | 7.937.412.900        | 8.179.155.700        | −241.742.800         | 7.668.405.700      | 7.535.609.000      | 132.796.700        |
| 2023          | 8.869.571.100        | 8.877.294.500        | −7.723.400           | 8.604.170.400      | 8.409.981.100      | 194.189.300        |
| 2024          | 10.014.184.600       | 10.544.284.800       | −530.100.200         | 8.753.029.600      | 8.623.827.400      | 129.202.200        |
| 2025          | 9.616.482.400        | 9.537.567.400        | 78.915.000           | 9.297.369.100      | 9.085.590.000      | 211.779.100        |

2021
Der Haushaltsplan der Landeshauptstadt München sieht im Ergebnisplan für das Jahr 2021 Erträge (Einnahmen) von rund 7,1 Milliarden Euro vor.
2022
Gemäß Art. 63 ff. der Gemeindeordnung für den Freistaat Bayern hat die Stadtverwaltung die Haushaltssatzung 2022 erlassen, die am 1. Januar 2022 in Kraft trat. So hat die Landeshauptstadt im Haushalt für das Jahr 2022 Erträge (Einnahmen) von 7.937.412.900 Euro und Aufwendungen (Ausgaben) von 8.179.155.700 Euro veranschlagt. Somit übersteigen 2022 die Ausgaben die Einnahmen. Daher ist der Haushalt der Landeshauptstadt München für das Jahr 2022 mit einem Fehlbetrag von 241.742.800 Euro negativ.
Mit der Haushaltssatzung 2022 hat die Landeshauptstadt München die Steuersätze (Hebesätze) für Gemeindesteuern (hier: Grund- und Gewerbesteuer) festgesetzt. Laut Haushaltssatzung für 2022 wurde die Grundsteuer für die land- und forstwirtschaftlichen Betriebe sowie für die Grundstücke auf jeweils 535 Prozent festgesetzt. Die Gewerbesteuer wurde 2022 in Höhe von 490 Prozent beschlossen.
2023
Die Haushaltssatzung der Landeshauptstadt München für das Haushaltsjahr 2023 trat am 1. Januar 2023 in Kraft (Rechtsgrundlage: Art. 63 ff. der Gemeindeordnung für den Freistaat Bayern). Diese sieht Erträge (Einnahmen) in Höhe von 8.869.571.100 Euro vor. Für dasselbe Jahr stehen gemäß der Haushaltssatzung Aufwendungen (Ausgaben) von 8.877.294.500 Euro gegenüber. Da laut dem Haushaltsplan die Ausgaben die Einnahmen übersteigen, ist das Haushaltssaldo negativ und beträgt 7.723.400 Euro. Mit der Haushaltssatzung 2023 wurden die Steuersätze (Hebesätze) für die Grundsteuer A (für Betriebe der Land- und Forstwirtschaft) und B (für Grundstücke) jeweils in Höhe von 535 Prozent festgesetzt. Für dasselbe Jahr wurde die Gewerbesteuer in Höhe von 490 Prozent festgesetzt.
2025
Gemäß Haushaltssatzung der Landeshauptstadt München für das Haushaltsjahr 2025 (Rechtsgrundlage: Art. 63 ff. der Gemeindeordnung für den Freistaat Bayern) hat die Stadtverwaltung im Ergebnishaushalt Einnahmen von 9.616.482.400 Euro veranschlagt. Ausgaben sind in Höhe von 9.537.567.400 Euro festgesetzt. Das Saldo beträgt 78.915.000 Euro und ist somit positiv. Die Grundsteuer A (für Betriebe der Land- und Forstwirtschaft) und B (für Grundstücke) sind für das Haushaltsjahr 2025 jeweils in Höhe von 824 Prozent festgesetzt. Der Steuersatz (Hebesatz) für die Gewerbesteuer ist für das Haushaltsjahr 2025 auf 490 Prozent veranschlagt. Die Haushaltssatzung trat zum 1. Januar 2025 in Kraft.

## Organisation
Die Stadtverwaltung München besteht aus fünfzehn Referaten (elf Fachreferate und vier Querschnittsreferate [Direktorium, Personal- und Organisationsreferat und Stadtkämmerei, Referat für Informations- und Telekommunikationstechnik]), die jeweils von einem berufsmäßigen Stadtrat (Referent) im Münchner Stadtrat als kommunalem Wahlbeamten geleitet werden.

### Direktorium

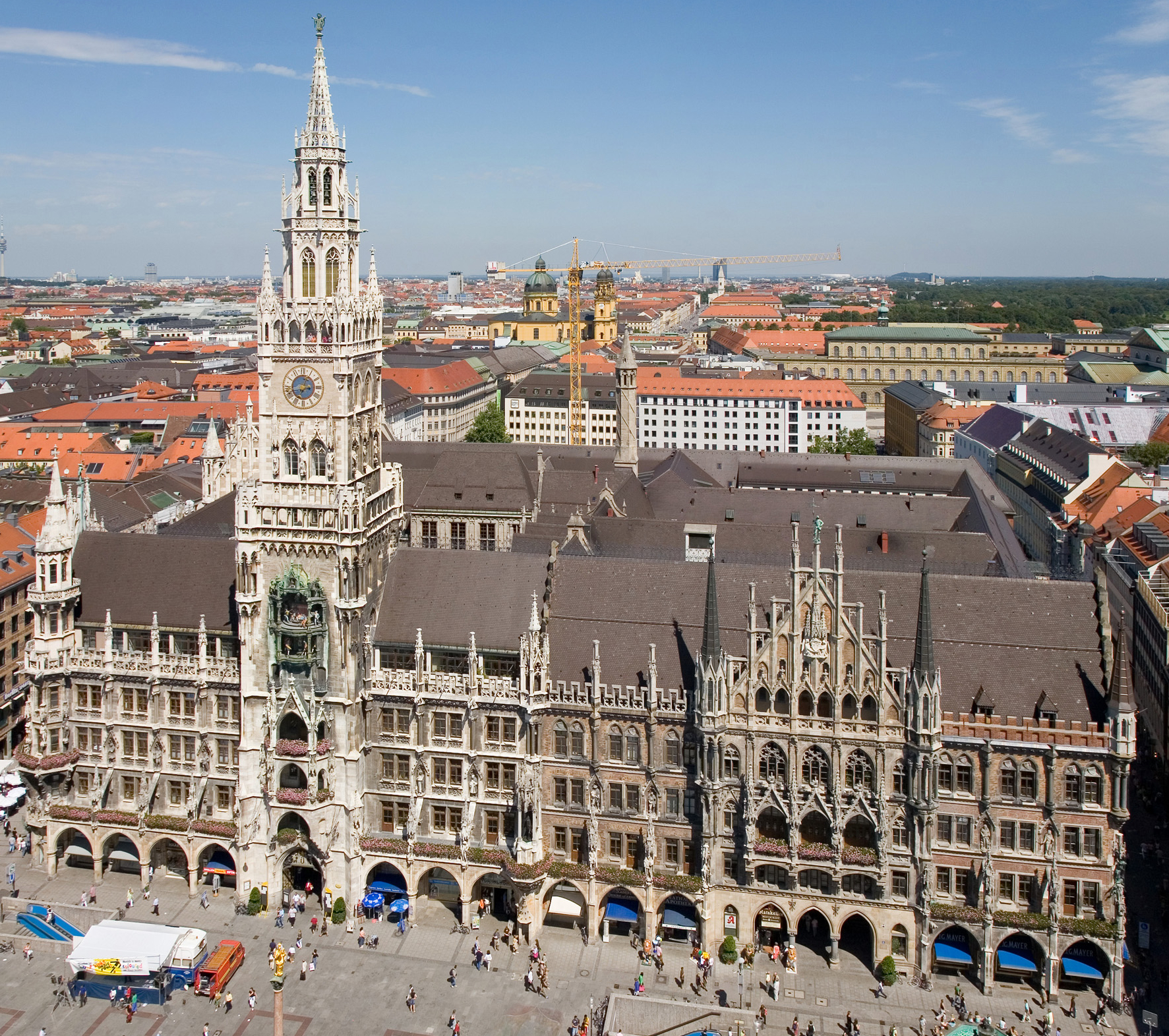
Neues Rathaus am Marienplatz

Das Direktorium ist zum einen die Stabsstelle des Oberbürgermeisters, zum anderen beinhaltet es Querschnittsabteilungen für die übrige Stadtverwaltung. Es hat seinen Sitz im neuen Rathaus am Marienplatz. Die Leiterin des Direktoriums im Range einer Stadtdirektorin ist seit November 2020 Silvia Dichtl.
Organisationseinheiten:
- Geschäftsleitung
- Hauptabteilung I (Steuerung, Information und Recht):
  - das Presse- und Informationsamt
  - die Protokollabteilung
  - die Rechtsabteilung
  - das statistische Amt
  - das Stadtarchiv
- Hauptabteilung II (Bürgerangelegenheiten, Service und Fachaufgaben). Hierzu gehören u. a.
  - Geschäftsstellen der Bezirksausschüsse
  - Geschäftsstelle des Ausländerbeirates
  - Vergabestelle für allgemeine Dienst- und Beschaffungsleistungen (Bürobedarf, Reinigung etc.)
  - Stenographischer Dienst

Die Protokollabteilung betreut die Städtepartnerschaften.
Zum Direktorium gehören weiterhin:
- die Büros der Bürgermeister: (Oberbürgermeister, zweiter Bürgermeister, dritte Bürgermeisterin)
- die Stadtkanzlei.

Dem Oberbürgermeister unmittelbar unterstellte Bereiche sind
- der Bereich für die Unterstützung des Oberbürgermeisters, der zweiten Bürgermeisterin und der dritten Bürgermeisterin
- das Revisionsamt der Landeshauptstadt München, das in seiner Arbeit jedoch weisungsfrei ist und von einem Leiter im Range eines Stadtdirektors geleitet wird.
- die Gleichstellungsangelegenheiten
- die Datenschutzbeauftragte
- die Geschäftsstelle des Gesamtpersonalrates
- die Fachstelle für Demokratie[8]

### Referat für Arbeit und Wirtschaft
Das 1991 neu geschaffene Referat für Arbeit und Wirtschaft (RAW) ist für Wirtschaftspolitik und Tourismus zuständig. Ab 1. März 2019 leitet Clemens Baumgärtner das Referat. Zuvor war (seit Juli 2014) Josef Schmid, der zugleich als zweiter Bürgermeister fungierte, Behördenleiter. Das Haupthaus des Referates hat seinen Sitz in der Herzog-Wilhelm-Straße 15. Die Abteilung München Tourismus ist ebenfalls dort beheimatet. Frühere Leiter des Referats waren der heutige Oberbürgermeister Dieter Reiter (ab 2009), Reinhard Wieczorek (ab 1991).
Abteilungen:
- Europa
- Wirtschaftsförderung[10]
- München Tourismus (früher Tourismusamt),[11] u. a. verantwortlich für
  - allgemeine Werbung für den Tourismus mit zwei Touristeninformationszentren (Rathaus, Bahnhofplatz)
  - Oktoberfest
  - Auer Dult
- Kommunale Beschäftigungspolitik und Qualifizierung (z. B. Münchner Beschäftigungs- und Qualifizierungsprogramm MBQ[12])
- Beteiligungsmanagement (z. B. Stadtwerke München mit den öffentlichen Schwimmbädern, Messe München, Flughafen München, Gasteig)

### Baureferat

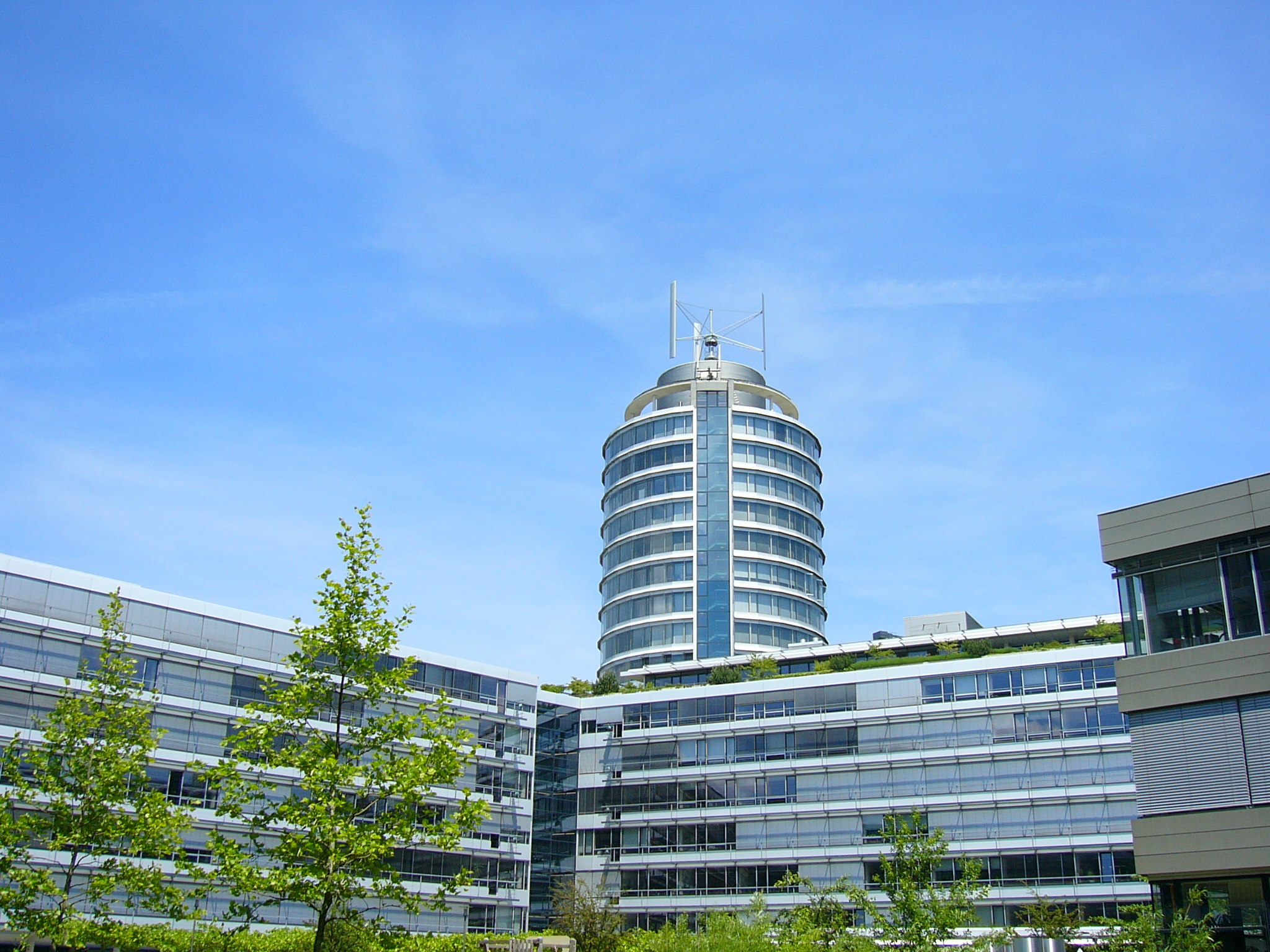
Das Technische Rathaus (Baureferat)

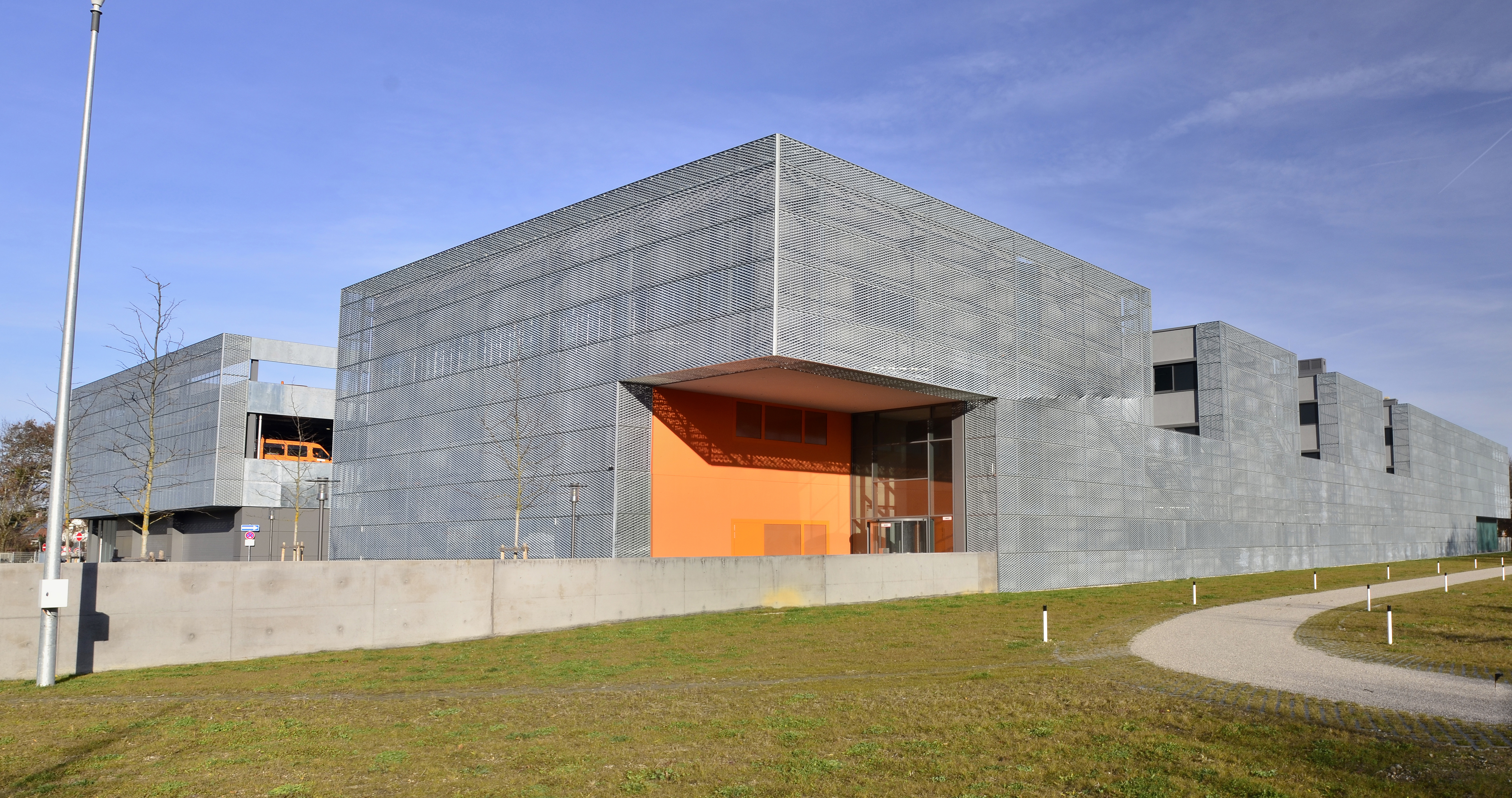
Technisches Betriebszentrum in Moosach

Das Baureferat mit Sitz in der Friedenstraße 40 (das sogenannte „Technische Rathaus“) in Berg am Laim ist in den Bereichen beteiligt, bei denen die Stadt Bauträger oder Träger der Straßenbaulast ist. Leiterin ist seit 1. September 2022 die berufsmäßige Stadträtin Jeanne-Marie Ehbauer. Frühere Leiterinnen und Leiter des Referats waren Rosemarie Hingerl (2004 bis 2022), Horst Haffner (1998 bis 2004) und Robert Langguth (um 1982).
Hauptabteilungen:
- Referatsgeschäftsleitung (Leitung und Steuerung des Referates)
- Verwaltung und Recht (juristische Betreuung des Referates, Beiträge und Gebühren, Widmungen und Submissionen)
- Gartenbau ist zuständig für alle Grünflächen im Stadtgebiet, außer für den Olympiapark (hierfür ist die stadteigene Olympiapark GmbH zuständig), den Englischen Garten und den Schlosspark Nymphenburg (hierfür ist die Bayerische Verwaltung der staatlichen Schlösser, Gärten und Seen zuständig)
- Hochbau (städtische Gebäude und Telekommunikation)
- Tiefbau (Straßenbau, -unterhalt, -reinigung und -technik)
- Ingenieurbau und frühere Teile der Hauptabteilung Tiefbau (Projektierung und Bauunterhalt von Brücken, Tunneln und der U-Bahn). Vorgänger im U-Bahn-Bereich war früher das Amt zur Förderung des Baues unterirdischer Massenverkehrsanlagen bzw. U-Bahn-Amt und zuletzt das U-Bahn-Referat.
- Münchner Stadtentwässerung (MSE) als städtischer Eigenbetrieb zuständig für die Abwasserentsorgung und die Kläranlagen

Das 2011 fertiggestellte Technische Betriebszentrum (TBZ) ersetzt unter anderem die sanierungsbedürftigen Betriebsstätten des Verkehrszeichenbetriebs sowie der Straßenbeleuchtung und Verkehrsleittechnik. Die Gebäude sind eine Mischkonstruktion aus Stahlbeton und Stahlbau bestehend aus zwei Gebäuden, diese sind durch ein Glasdach verbunden. Darin befinden sich Verwaltungs- und Büroräume, die Betriebszentrale des Baureferats, eine große Verkehrsleitzentrale sowie Parkgarage und Kranhalle. Der Gebäudekomplex wurde von Auer Weber entworfen.

### Gesundheitsreferat
Das Gesundheitsreferat hieß früher Krankenhausreferat dann bis 1989 Betriebs- und Krankenhausreferat (BKR), von 1989 bis 1998 Referat für Gesundheit und von 1998 bis 2020 Referat für Gesundheit und Umwelt (RGU). Leiterin ist seit 2021 die berufsmäßige Stadträtin Beatrix Zurek. Das Haupthaus befindet sich in der Bayerstraße 28a. Frühere Referenten waren Stephanie Jacobs, Joachim Lorenz (ab 1993 Leiter des Referat für Umwelt danach bis Mai 2015 Leiter des RGU), Hermann Schulte-Sasse (von 1993 bis zur Zusammenlegung zum RGU 1998 Leiter des Referats für Gesundheit), Thomas Zimmermann (bis 1993 Leiter des Referats für Gesundheit), Rüdiger Schweikl (1982 bis 1993 Leiter des Referats für Umwelt), Herbert Genzel (ab 1970 bis nach 1982 Leiter des Krankenhausreferats).
Hauptabteilungen/Abteilungen:
- Gesundheitsvorsorge
  - Gesundheitsförderung von Anfang an
  - Gesundheitsvorsorge für Kinder und Jugendliche
  - Angebote für sucht- und seelisch erkrankte Menschen
  - Kommunale Gesundheitsvorsorge und -koordinierung
- Gesundheitsschutz
  - Ärztliche Gutachten
  - Infektionsschutz
  - Hygiene und Umweltmedizin
  - Asyl-Erstuntersuchung

Regiebetriebe
- Städtische Friedhöfe München
- Städtische Bestattung

Die städtischen Krankenhäuser, die Zentralwäscherei und das Institut für Pflegeberufe wurden am 1. Januar 2005 zusammengefasst und als München Klinik ausgegliedert. Der städtische Blutspendedienst war bis 1. April 2016 ebenfalls Teil hiervon.

### Referat für Klima- und Umweltschutz
Das Referat für Klima- und Umweltschutz wurde 2021 aus dem Referat für Gesundheit und Umwelt ausgegliedert. Referentin ist Christine Kugler.
Aufgaben:
- Umweltvorsorge
  - Gesundheits- und Umweltberichtersstattung, nachhaltige Entwicklung, Umweltplanung, Ressourcenschutz
  - Klimaschutz, Energie, E-Mobilität
- Umweltschutz
  - Abfallrecht, Altlasten, Wasserrecht
  - Immissionsschutz, Innenraumschadstoffe

### Kommunalreferat
Das Kommunalreferat ist zuständig für die Bereiche, bei denen die Landeshauptstadt München eher wirtschaftlich als hoheitlich tätig ist (z. B. Grundstücksverkehr, Marktwesen). Einige Bereiche werden als Eigenbetrieb geführt, eine besondere kommunale Betriebsform. Das Haupthaus befindet sich in der Denisstraße 2 in der Maxvorstadt. Kommunalreferentin (Behördenleiterin) war von August 2024 bis Juli 2025 die berufsmäßige Stadträtin Jacqueline Charlier. Frühere Leiter des Referats waren Kristina Frank (2018 bis 2024), Axel Markwardt (2011 bis 2018), Gabriele Friderich (1997 bis 2011), Georg Welsch (1987 bis 1997), Werner Veigel (1967 bis 1982) Karl Feigel (ab 1982).
Es besteht hauptsächlich aus den Abteilungen
- Immobilien (Vermietung von städtischen Grundstücken und Anmietung von Immobilien für städtische Zwecke, Bewirtschaftung des städtischen Büroraums, An- und Verkauf von Grundstücken)
- GeodatenService München (Erstellung und Verwaltung von Kartenmaterial und Plänen, Amtliche Lagepläne, Vergabe von Straßennamen und Hausnummern, Grundstücksvermessung, Technische Vermessung, Sozialgerechte Bodennutzung (SoBoN), Amtlicher Stadtplan uvm.)
- Bewertungsamt
- Forstverwaltung (Waldgebiete in München und Umland)

und den Eigenbetrieben
- Abfallwirtschaftsbetrieb München (AWM)
- Stadtgüter München (verschiedene Betriebe, größtenteils ökologisch geführt, in München und im Umland)
- Märkte München, bestehend aus den Teilbereichen Großmarkthalle München, Schlachthof München, Viktualienmarkt, Pasinger Viktualienmarkt, Elisabethmarkt, Wiener Markt, Münchner Wochenmärkte

Hier arbeiten über 2000 Beschäftigte.

### Kreisverwaltungsreferat

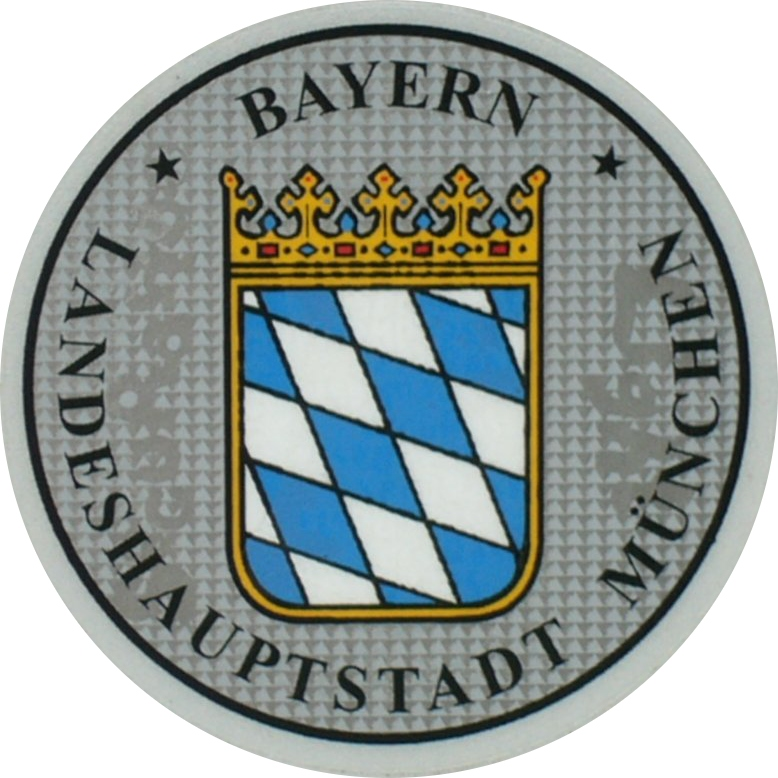
Dienstsiegel (Zulassungsplakette) für Kfz-Kennzeichen der Landeshauptstadt München

Das Kreisverwaltungsreferat (KVR) ist die Sicherheits- und Ordnungsbehörde der Stadt und hieß anfangs Referat für Kreisverwaltung und öffentliche Ordnung. Die Bezeichnung Kreisverwaltungsreferat ist in Deutschland einmalig und darüber hinaus irreführend, da München eine kreisfreie Stadt und das Kreisverwaltungsreferat somit kein Teil der Verwaltung eines Landkreises ist. Der Name resultiert daher, dass dem Kreisverwaltungsreferat innerhalb der Stadtverwaltung weitgehend Aufgaben obliegen, für die bei kreisangehörigen Kommunen die Kreisverwaltung (in Bayern Landratsamt genannt) zuständig wäre (Art. 9 Abs. 1 Gemeindeordnung Bayern), etwa die Aufgaben der Ordnungsbehörde. Kreisfreie Städte wurden früher als Stadtkreise bezeichnet.
Die Behörde wurde 1949 eingerichtet und hat knapp 3.800 Beschäftigte. Kreisverwaltungsreferentin (Behördenleiterin) ist seit Juli 2022 Hanna Sammüller. Sie ist die Nachfolgerin von Thomas Böhle, der seit 2016 in diesem Amt war (zuvor Leiter des Personal- und Organisationsreferats). Seine Vorgänger waren Wilfried Blume-Beyerle (1999 bis 2016), Hans-Peter Uhl (1987 bis 1998), Peter Gauweiler (1982 bis 1986), Klaus Hahnzog (1973 bis 1982) und Ernst Dölker (von der Gründung 1949 bis 1973).
Das Kreisverwaltungsreferat unterhielt in den 1970er- und 1980er-Jahren eine eigene Dienststelle für den Verfassungsschutz.

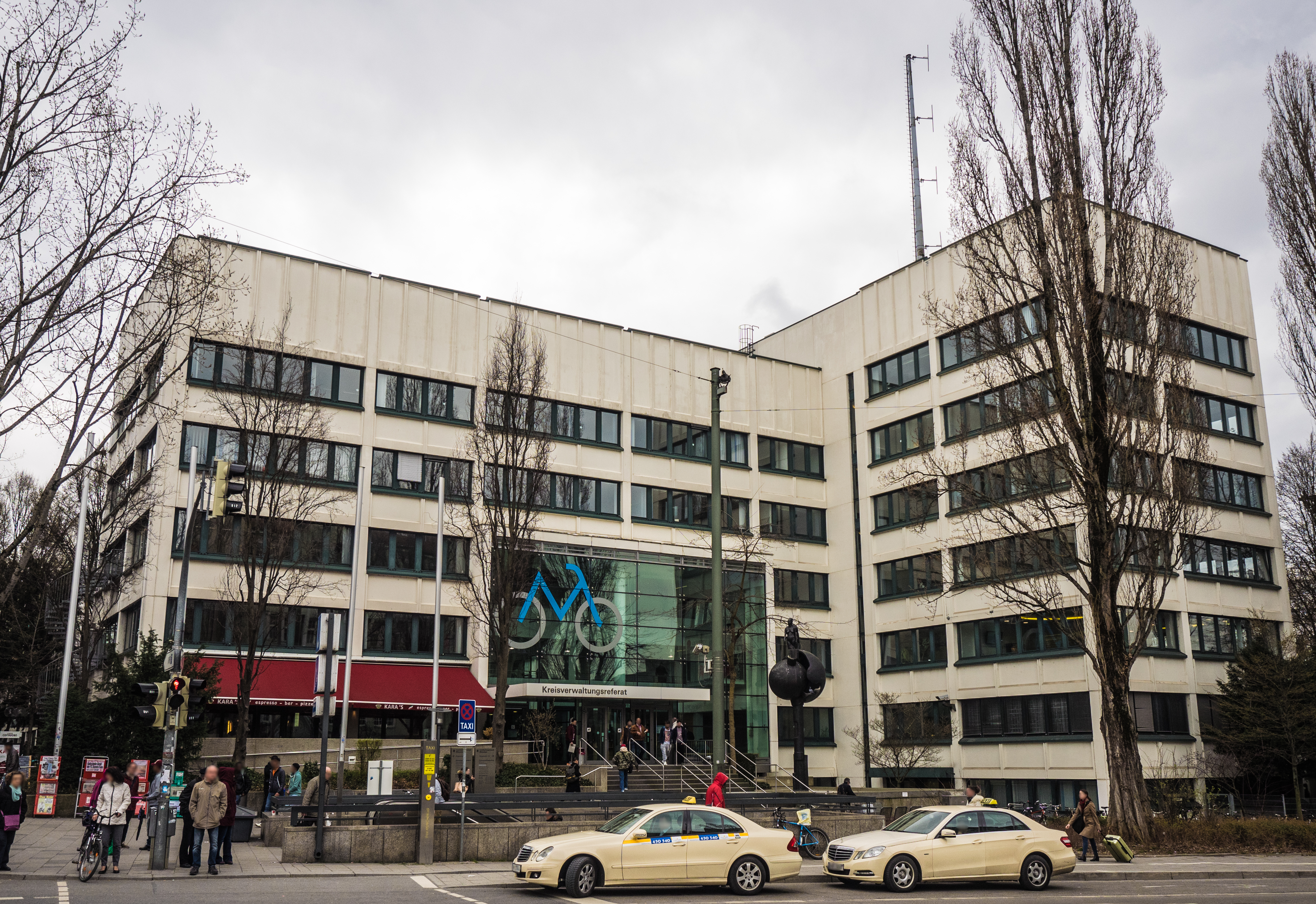
Kreisverwaltungsreferat München in der Ruppertstraße

Der Dienstsitz befindet sich in der Ruppertstraße 11–19 in der Isarvorstadt, mehrere Abteilungen sind ausgelagert. Dem KVR unterstehen auch die Bezirksinspektionen, die im Stadtgebiet verteilt sind.

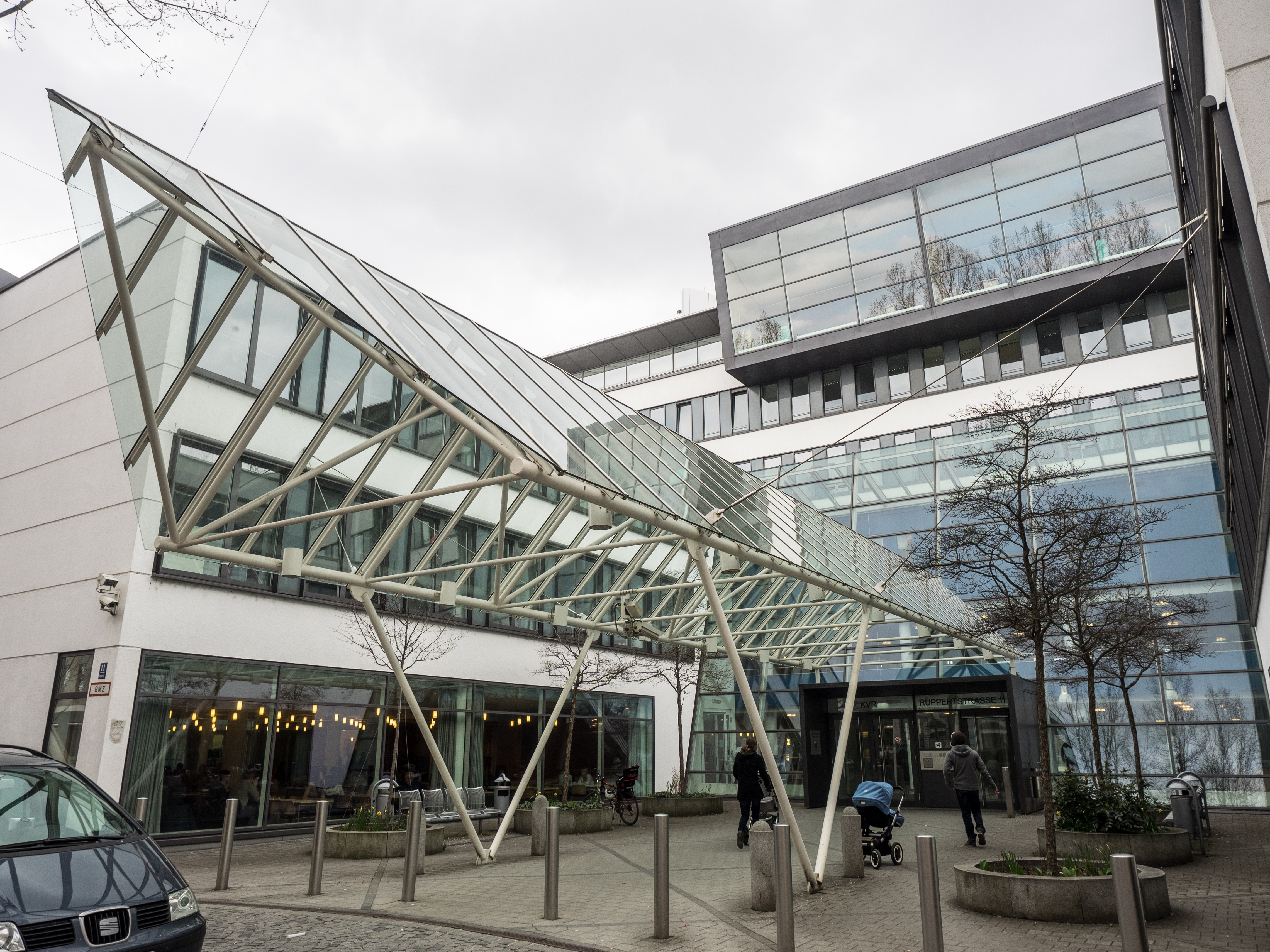
Haupteingang des Standesamtes München

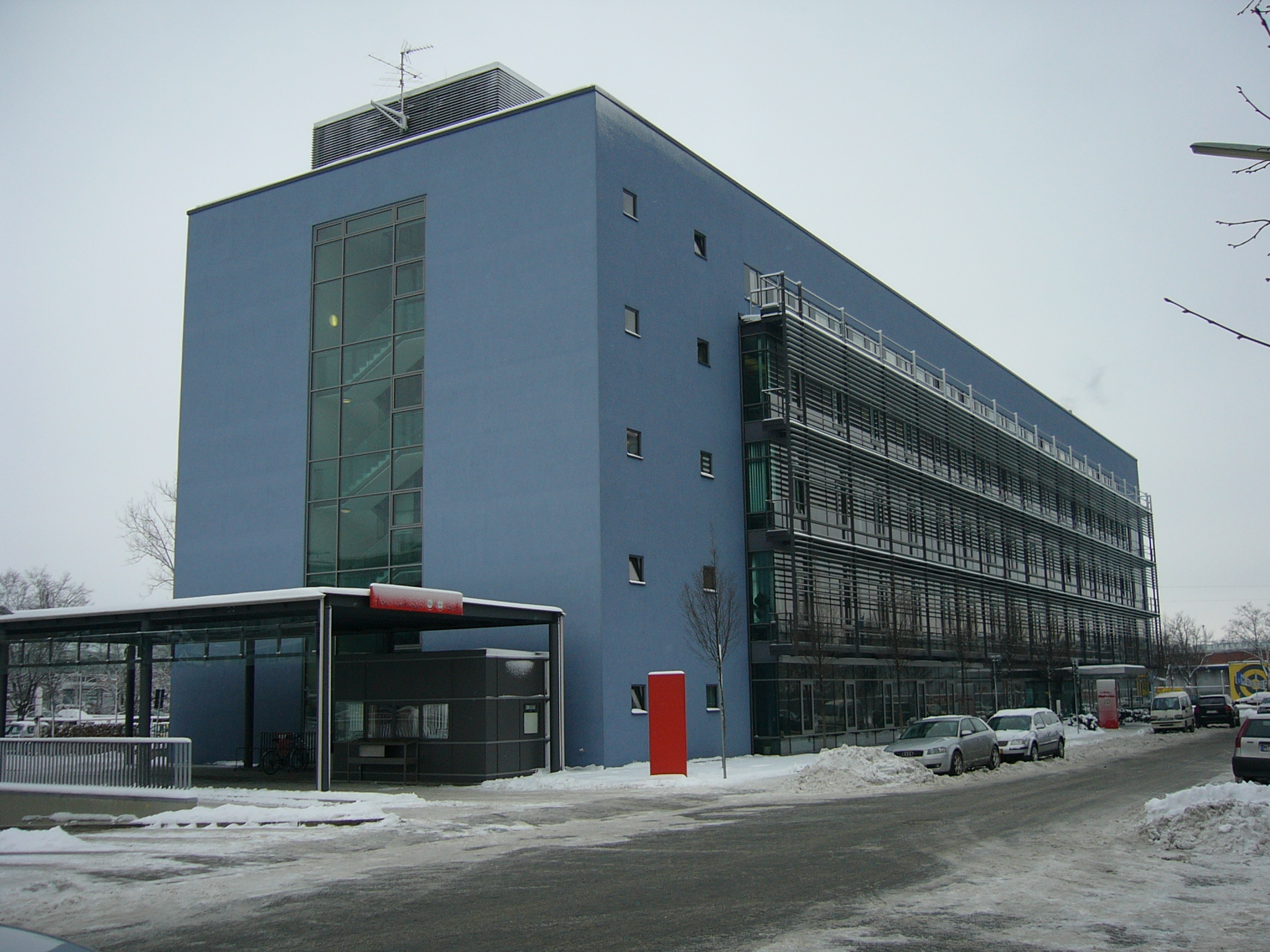
Dienstgebäude der HA III (Straßenverkehrsamt; Eichstätter Straße 2)

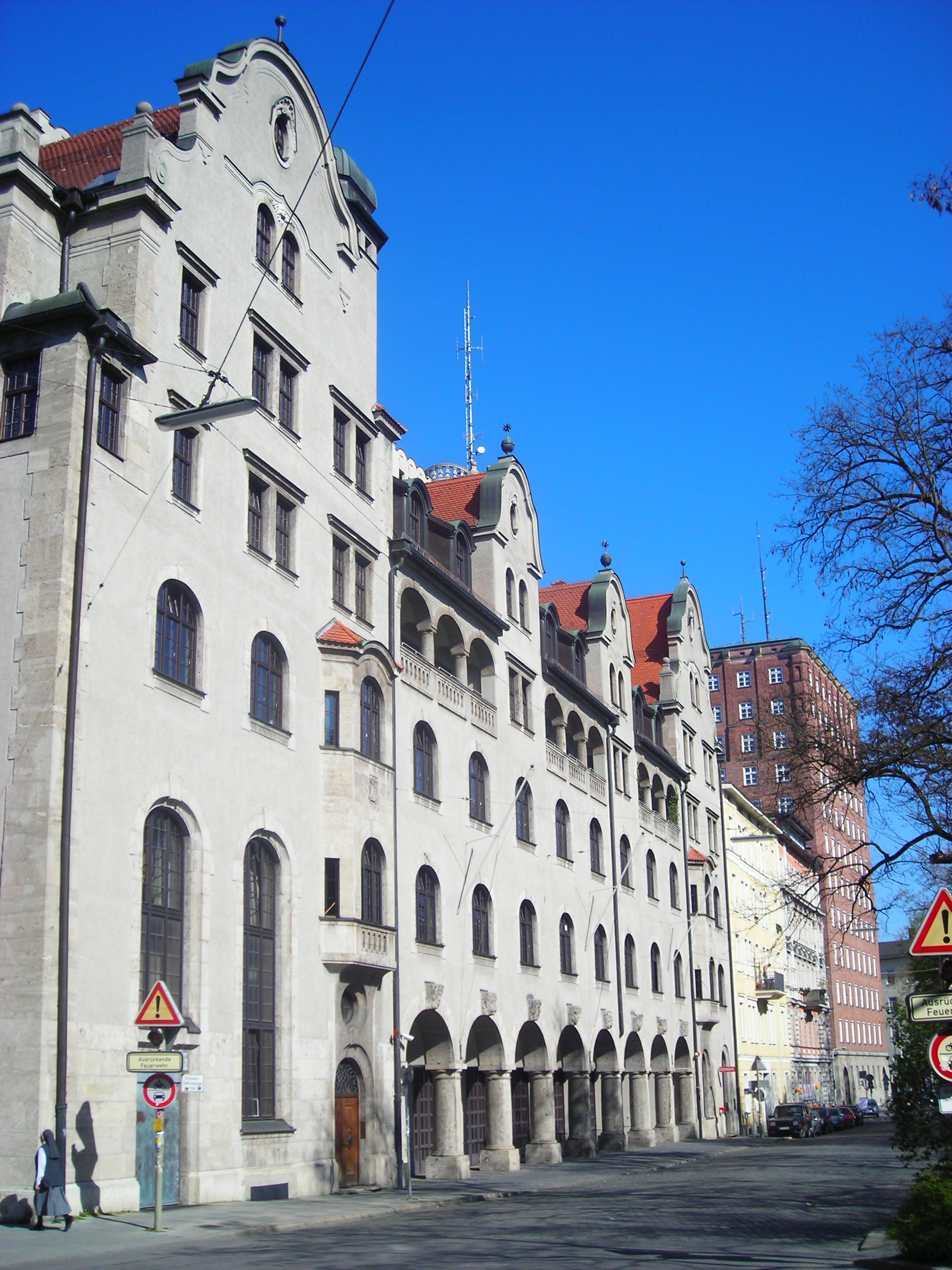
Dienstgebäude der HA IV (Branddirektion; Feuerwache 1)

Es besteht aus folgenden Hauptabteilungen (HA) bzw. sonstigen Organisationseinheiten:
- Referats- und Geschäftsleitung
  - Wahlamt
- Hauptabteilung I – Sicherheit und Ordnung, Gewerbe
  - Rechtsangelegenheiten, Bußgeldverfahren
  - Sicherheit und Ordnung (z. B. Waffenrecht, Kampfhunde, Fundbüro, Heimaufsicht)
  - Gewerbeamt, Lebensmittelüberwachung, Gaststätten (z. B. Gaststättenanmeldungen, -konzessionen, -kontrollen), Veranstaltungen und Versammlungen, Bezirksinspektionen
  - Versicherungsamt
- HA II – Einwohnerwesen
  - Standesamt und Einbürgerungsstelle (z. B. Eheschließungen, Scheidungen, Geburten, Namensänderungen, Sterbefälle, Einbürgerungen, Kirchenaustritte)
  - Bürgerbüro (z. B. Meldebehörde, Personalausweise, Reisepässe, Unabkömmlichkeitsbescheinigungen)
  - Ausländeramt (z. B. Aufenthaltsgenehmigungen, Duldungen)
- HA III – Straßenverkehr
  - Verkehrsmanagement (z. B. kommunale Verkehrsüberwachung, Lichtzeichenanlagen, Verkehrsanordnungen, Taxiaufsicht)
  - Kfz-Zulassungs- und Fahrerlaubnisbehörde
- HA IV – Branddirektion (Feuerwehr München)

Seit 2. Juli 2018 existiert ein uniformierter kommunaler Ordnungsdienst namens Kommunaler Außendienst (KAD). Geplant ist hierfür nach Stadtratsbeschluss vom 25. Juli 2017 ein Budget von jährlich über sieben Millionen Euro. Es sollen 126 bzw. 100 neue Stellen geschaffen werden, die noch nicht vollumfänglich besetzt wurden. Zu den Aufgaben soll unter anderem die Herstellung von Sicherheit und Ordnung einschließlich des Vollzugs des Ortsrechts sowie Präventionsarbeit gehören. 2004 war das Thema mit dem Stadtrat erörtert worden. Mit Beschluss des Verwaltungs- und Personalausschusses am 26. Mai 2004 wurde dies abgelehnt; seinerzeit war der Begriff Kommunaler Ordnungs- und Servicedienst vorgeschlagen worden. Am 25. April 2001 wurde die Errichtung auf Stadtratsebene ebenfalls debattiert und abgelehnt. Derzeit sind 250 städtische Mitarbeiter aus verschiedenen Referaten im Außendienst für die Einhaltung der öffentlichen Sicherheit und Ordnung durch Kontroll- und Überwachungsaufgaben tätig.

### Kulturreferat
Das Kulturreferat (Burgstraße 4) wird seit April 2025 kommissarisch von Marek Wiechers geleitet. Frühere Leiter des Referats waren Anton Biebl (2019 bis 2025), Hans-Georg Küppers (2007 bis 2019), Lydia Hartl (ca. 2001 bis 2007), Julian Nida-Rümelin (1998 bis 2001) Siegfried Hummel (1988 bis 1998), Herbert Hohenemser (bis 1976) Jürgen Kolbe (1976 – nach 1982)
Bereiche des Kulturreferats sind die Kulturförderung, die städtischen kulturellen Bildungseinrichtungen, die städtischen Museen, die städtischen Theater und das städtische Orchester.
Die städtischen kulturellen Bildungseinrichtungen sind:
- Münchner Stadtbibliothek und Monacensia als Regiebetrieb
- Münchner Volkshochschule als städtisches Unternehmen privater Rechtsform

Die städtischen Museen sind (Regiebetriebe):
- Münchner Stadtmuseum mit Filmmuseum München
- Städtische Galerie im Lenbachhaus
- Museum Villa Stuck
- Jüdisches Museum
- Valentin-Karlstadt-Museum
- Städtische Galerien: Lothringer13, Rathausgalerie, Kunstarkaden, Maximiliansforum, Artothek

Die städtischen Theater sind:
Als Eigenbetriebe
- Münchner Kammerspiele mit Otto-Falckenberg-Schule (Schauspielschule) und der Schauburg (Theater für Kinder und Jugendliche)

Als städtische Unternehmen privater Rechtsform:
- Münchner Volkstheater
- Deutsches Theater

Das städtische Orchester ist (Regiebetrieb):
- Münchner Philharmoniker

Außerdem untersteht dem Kulturreferat:
Als Regiebetriebe:
- NS-Dokumentationszentrum München
- Künstlerhaus Villa Waldberta
- Institut für Stadtgeschichte und Erinnerungskultur

Als städtisches Unternehmen privater Rechtsform:
- Pasinger Fabrik mit dem Ebenböckhaus

Darüber hinaus förder die Stadt München Kunst und Kultur (bildende Kunst, darstellende Kunst, Film, Literatur, Musik, Stadtgeschichte, Wissenschaft, Stadtteilkultur, regionale Festivals, Kulturelle Infrastruktur, Veranstaltungstechnik, Kulturelle Bildung, Internationales und urbane Kulturen). Teil des Gebiets Internationales ist auch das Programm Artist in Residence München (AIR-M).

### Personal- und Organisationsreferat
Das Personal- und Organisationsreferat (POR) (früherer Name: Referat für Personal, gegründet 1919) ist zuständig für die Personalverwaltung und die allgemeine innerbetriebliche Organisation. Die Aufgabenbereiche verteilen sich auf verschiedene Gebäude im Innenstadtgebiet. Die Bereiche Personalbetreuung und Ausbildung sind am neuen Standort (seit November 2015) in der Landsberger Straße 38 untergebracht. Die Abteilungen Recht und Personalentwicklung, Personalgewinnung sind im Rathaus angesiedelt, das Fortbildungszentrum befindet sich an der Ruppertstraße im Gebäudekomplex des KVR. Sowohl die Abteilung Organisation als auch die Abteilung Personalleistungen sind im Kustermann-Bürokomplex (Rosenheimer Straße) situiert. Referent (Behördenleiter) ist seit Juli 2022 der berufsmäßige Stadtrat Andreas Mickisch. Frühere Leiter: Alexander Dietrich (2016 bis 2022), Hans-Joachim Frieling (1982 bis 1993), Walter Layritz (1973 bis 1982). Das Referat existiert seit 1919.
Aufgaben:
- Personalbetreuung, Stellenwirtschaft
- Organisationsberatung, Ideenbörse, Personalcontrolling (PeCon)
- Personalleistungen (Entgeltabrechnung, Versorgung, Beihilfe)
- Personalentwicklung, Personalgewinnung
- Aus- und Fortbildung
- Betriebliches Gesundheitsmanagement, Arbeits- und Gesundheitsschutz

### Referat für Bildung und Sport
Das Referat für Bildung und Sport (RBS) (zuvor: Schul- und Kultusreferat, Schulreferat) ist mit den Belangen der Bildung, die im kommunalen Aufgabenbereich anfallen, befasst und sowohl finanziell als auch personell das größte Referat der Stadtverwaltung. Der Sitz des Referats ist an der Bayerstraße 28, Nähe Hauptbahnhof, situiert. Die verschiedenen Einrichtungen sind im Stadtgebiet verteilt. Designierter Stadtschulrat ist Florian Kraus. Frühere Leiter des Referats waren Beatrix Zurek (2016 bis ?), Rainer Schweppe (2010 bis 2016), Elisabeth Weiß-Söllner (1993 bis 2010), Albert Loichinger (1982 bis 1993), Gerson Peck (1976-1982) Anton Fingerle (-1976), Ludwig Glück (um 1966).
Aufgaben:
- Kommunales Bildungsmanagement[37][38]
- Pädagogisches Institut
- Berufliche Schulen
- Gymnasien
- Realschulen
- Grund-, Haupt- und Förderschulen
- Kinderkrippen, Kindertagesstätten, Horte und Tagesheime
- Sportamt
- Zentrum für Informationstechnologie im Bildungsbereich (ZIB)

Der Grundstein für das berufliche Schulwesen wurde in München durch Georg Kerschensteiner gelegt.
Das Referat betreibt als Gemeinschaftsprojekt mit dem Sozial- und Kulturreferat den Münchner Bildungsserver („Medienbildung München“, vormals muc.kobis).

### Sozialreferat
Das Sozialreferat umfasst die sozialen Einrichtungen der Stadt München. Behördenleiterin ist seit Juli 2016 Dorothee Schiwy. Das Haupthaus befindet sich am Orleansplatz (Haidhausen). Frühere Referenten waren (seit Juli 2010) die berufsmäßige Stadträtin Brigitte Meier und Friedrich Graffe (1993 bis Juli 2010), Hans Sieber (um 1975), Hans Stützle (um 1982)
Das Referat besitzt insgesamt drei Steuerungsbereiche:
- Amt für soziale Sicherung
  - Wirtschaftliche Hilfen
  - Schuldnerberatung, Insolvenzberatung, Betreuungsstelle
  - Rehabilitation, Integration
  - Hilfe im Alter, bei Pflege und Betreuung
  - Seniorenbeirat
- Stadtjugendamt
  - Angebote der Jugendhilfe
  - Erziehungsangebote
  - Beistandschaft, Vormundschaft, Unterhaltsvorschuss
  - Kindertagespflege in Familien
- Amt für Wohnen und Migration
  - Interkulturelle Arbeit und Migration
  - AKIM (Allparteiliches Konfliktmanagement im öffentlichen Raum)
  - Unterkunftsabteilung (zuständig für die Errichtung und den Betrieb von Notunterbringungseinrichtungen)
  - Soziale Wohnraumversorgung
  - Wohnungslosenhilfe für Obdachlose
  - zugeordnet: Geschäftsstelle des Mieterbeirats
  - Nachtbürgermeister

Unmittelbar der Referentin zugeordnet ist der Zentralbereich, der Personal-, Finanz- und IT-Dienstleistungen für das Referat erbringt. Weiterhin ist die Stiftungsverwaltung unmittelbar der Referentin zugeordnet, die für die Verwaltung der durch die Stadtverwaltung verwalteten Stiftungen zuständig ist. Diese werden aus Nachlässen und Zuwendungen meist Münchner Bürger gespeist und fangen Defizite auf, die aus dem städtischen Haushalt nicht ausgeglichen werden können.
Als zentrale Ansprechstellen für Bürger bestehen insgesamt zwölf Sozialbürgerhäuser, die von einer Koordinierungsstelle, die unmittelbar der Referentin zugeordnet ist, angeleitet werden. Sie erbringen unter der fachlichen Vorgabe der Steuerungsbereiche die Dienstleistungsaufgaben gegenüber dem Bürger und bündeln die Ansprechstellen. Ziel ist es, das gesamte Spektrum sozialer Dienstleistungen mit einem Ansprechpartner erbringen zu können.
In den Sozialbürgerhäusern ist auch jeweils ein Jobcenter integriert.

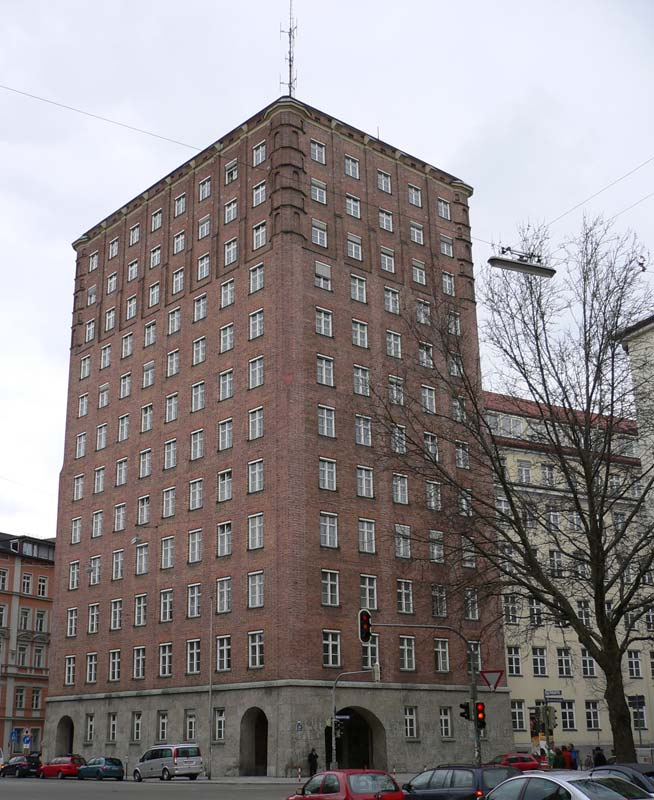
Städtisches Hochhaus in der Blumenstraße

### Referat für Stadtplanung und Bauordnung
Das Referat für Stadtplanung und Bauordnung (erst Referat für Stadtentwicklung dann Referat für Stadtplanung) ist unter anderem die untere Denkmalschutzbehörde und die untere Bauaufsichtsbehörde der Stadt. Ihr Sitz ist das städtische Hochhaus in der Blumenstraße 28b in der Innenstadt (das erste Hochhaus Münchens), der Gerberblock in der Blumenstraße 31 und die Lokalbaukommission in der Blumenstraße 19. Behördenleiterin ist derzeit die Stadtbaurätin (I) Elisabeth Merk. Eine frühere Leiterin des Referats war Christiane Thalgott. Ebenso war Hubert Abreß (um 1972) und Detlef Marx (bis 1976) Uli Zech (vor 1976 – nach 1982) ein Leiter.
Es beinhaltet folgende Hauptabteilungen:
- Stadtentwicklungsplanung u. a.
  - Stadtentwicklungskonzepte
  - Flächennutzungsplanung
- Stadtplanung, zuständig für die Bebauungsplanung
- Stadtsanierung und Wohnungsbau
- Lokalbaukommission (LBK), zuständig für die Erteilung von Baugenehmigungen

### Stadtkämmerei
Die Kämmerei der Stadt befasst sich mit den Belangen der kommunalen Finanzen. Referent (Behördenleiter) ist seit 1. November 2018 Christoph Frey (SPD). Vorgänger war vom 1. Juli 2004 an Ernst Wolowicz (zwischen 1993 und 2004 Leiter des Direktoriums). Hauptsitz der Kämmerei ist im Neuen Rathaus am Marienplatz, das Kassen- und Steueramt befindet sich in der Herzog-Wilhelm-Straße 11. Frühere Referenten waren Klaus Jungfer (ab 1993), Dieter Grundmann (1982 bis 1993), Helmut Gittel (um 1972 in Doppelfunktion als weiterer Bürgermeister),
Max von Heckel (um 1975 bis 1982)
Abteilungen:
- Wirtschaft, Finanzen, Versicherungen, Steuern
- Hauptabteilung Haushaltswirtschaft
  - Haushaltsplan, Jahresrechnung
  - Finanz- und Investitionsplanung, Finanzausgleich
- Kassen- und Steueramt
  - Kassenabteilung
  - Sachbuchhaltung
  - Kommunale Steuern und sonstige Forderungen
  - Vollstreckungsabteilung
  - Münchner Kommunales Rechnungswesen (MKRw)

### Referat für Informations- und Telekommunikationstechnik
Zum 1. Januar 2018 wurde das RIT als neues Referat zur Bündelung der IT-Aktivitäten, die bislang im Direktorium, dezentral in Referaten und im Eigenbetrieb it@M verteilt waren, gegründet. Seit 1. September 2022 ist Laura Dornheim die Referentin, deren Vorgänger war der 2018 zum Leiter des Referats gewählte und im Sommer 2022 nach Stuttgart gewechselte Thomas Bönig.
Zuständige Bereiche:
- Informationstechnologie-IT Strategie und IT-Steuerung/IT-Controlling
- der Eigenbetrieb it@M als IT-Dienstleister der Stadtverwaltung:
  - Die frühere Bezeichnung der Organisationseinheit war bis 2006 Amt für Informations- und Datenverarbeitung (AfID); von 2007 bis 2013 Direktorium Hauptabteilung III (D-HA III), bevor zum 1. Januar 2013 der Eigenbetrieb gegründet wurde und zum 1. Januar 2018 organisatorisch vom Direktorium zum RIT wechselte.
  - seit Mai 2015 ist der Standort von IT@M die neu gebauten Gebäude des IT-Rathaus in München-Moosach.

### Mobilitätsreferat
Das Mobilitätsreferat wurde 2021 gegründet. Referent ist Georg Dunkel. Das Referat untergliedert sich in den Geschäftsbereich 1 Strategie, Geschäftsbereich 2 Verkehrs- und Bezirksmanagement sowie den Stab für Kommunikation und Öffentlichkeitsarbeit.

## Aus- und Eingliederungen
Zwischen 1945 und 1975 existierte die Stadtpolizei München, eine Kommunalbehörde im Referat 11 – Amt für öffentliche Ordnung (heute Polizeipräsidium München).
Das U-Bahn-Referat bestand zwischen 1966 und den 1990er-Jahren und war für den Bau und Unterhalt der U-Bahn zuständig. Es wurde 1998 in das Baureferat eingegliedert. Früherer Referatsleiter war Rolf Schirmer (bis 1998).
Im Laufe der Zeit, vor allem in den 1990er- und 2000er-Jahren, wurden zahlreiche Organisationseinheiten in GmbHs überführt, in denen die Stadt die alleinige oder Hauptgesellschafterin ist.

## Internetseiten
Die offizielle Internetseite der Stadtverwaltung München veröffentlicht die Portal München Betriebs-GmbH & Co. KG im Auftrag des Direktoriums; der Serverbetrieb und die Redaktion werden vorwiegend durch Werbung finanziert.